# أحلام الفتى الطايش (فلم)
أحلام الفتى الطايش فيلم مصري من إنتاج عام 2007.
اسم الفيلم مستوحىً من مسلسل أُنتج عام 1978 باسم أحلام الفتي الطائر.

## القصة
وحيد فريد شاب طائش، مستهتر، بوهيمي، عاطل ومن عائلة ميسورة، يحلم بالنجومية والشهرة، وأن يصبح لاعب كرة مرموق أو ممثل عالمي أو رجل مهم توضع صورته على الدولار، ويعيش أحلامه وسط نجمات مجلات البلاي بوي الجنسية، ويفبرك صورهن مع صورته ويعلقها على حائط غرفته، في الشقة التي يعيش فيها مع والده المراهق الثري فريد فتح الباب الذي يعيش قصة حب عنيفة، من طرف واحد، مع جارته الفنانة التشكيلية والتي تقضي أوقاتها في رسم اللوحات، وتحلم بتزويج ابنتها الطبيبة البيطرية هيام، والتي كانت تحلم بفارس أحلام مقطع السمكة وديلها وله مغامرات طائشة ويأكل الشطة ويشرب الخمر. يطلب المراهق فريد فتح الباب، من إبنه وحيد أن يساعده في الزواج من جارته أم هيام، وأن يتصل بها ويحدد معها ميعاد للزيارة، وتظن الجارة أن وحيد سيأتي ومعه والده لخطوبة ابنتها هيام، ويحدث سوء الفهم، عندما تدعوا أم هيام أقاربها لحضور خطبة ابنتها، ويجد وحيد نفسه متورطاً في خطوبة الدكتورة هيام، ويخاف هو ووالده من إيضاح الحقيقة، خوفاً من صدمة أم هيام. يتوسط فريد فتح الباب، لدى زميل دراسته شوكت بيه مدير شركة التأمين، ليعمل وحيد بالشركة، ورغم أن شوكت بيه رجل دوغري، ولايحب الوسايط إلا أنه يقبل تعيينه في الشركة، دون إخباره بتوسط والده، كما أن صديق وحيد، الكومبارس شريف الشريف الذي يعيش أيضا أحلام النجومية، ويكتفي بالأحلام، يقترح على ه التأمين على سيارته، وبعد أن يتم التأمين بدقائق، تتهشم السيارة أمام الشركة، ويمده شريف بطلب تأمين على الدوبلير مليجي، صاحب الجسم الرياضي، وبعد أقل من دقيقة من قبول التأمين، يسقط مليجي في بئر المصعد، ويشعر وحيد باليأس والإحباط، من حياته العاطفية مع هيام، وحياته العملية الفاشلة بشركة التأمين، ويقترح على ه شريف التأمين على الممثلات، ويسأله وحيد عن الممثلة نيللي كريم، ويدعى شريف أنها صديقته، ويمده بتليفونها الذي أخذه من لبيستها. يتصل وحيد بنيللي كريم ٢٠ مرة ولم ترد على ه بسبب إنشغالها بالتصوير، بينما تهديه خطيبته هيام كلب صغير، مريض بالجرب، وتطلب منه العناية به، كإختبار لمعرفة كيف سيعاملها بعد الزواج، ويتخلص وحيد من الكلب الجربان، الذي يعود مرة أخرى للمنزل، وعندما تذهب نيللي كريم لحجرتها بالاستوديو، تتصل بوحيد وتطلب منه مقابلتها في الإستوديو، ولكنه يحدث كثير من الهرج والمرج، بمكان التصوير، ويصاب بجرح في رأسه، وفي اليوم التالي تتصل به نيللي للإطمئنان، وتدعوه للمقابلة في أحد المطاعم التي تقدم الطعام الحريف، وتدفعه نيللي لتناول الشطة التي لا يحبها ولا يتحملها، ومن أجلها يأكل الشطة، ويصاب بتلبك معوي، وعندما لا يجد مكانا في التواليت، يسرع للمنزل، تاركاً حقيبته مع نيللي، التي تفتحها وتشاهد صوره مع الجميلات، وتظن أنه دون جوان، وتذهب لزيارته بمنزله، لإعادة حقيبته، ويخبرها والده بأن واحدة بالأمس ضحكت على ه، وقدمت له الشطة التي لا يحبها، فأسرعت نيللي بالمغادرة قبل إنكشاف أمرها، وعندما إتصل بها أخبرته انها بالنادي تلعب الإسكواش، فأدعى مهارته في اللعبة، وتوجه للنادي ولعب مع مدربها الكابتن عمر ويتلقي علقة ساخنة، وتكتشف نيللي أنه لم يلعب الإسكواش من قبل، وترى نيللي أن الموضوع ليس بوليصة تأمين، وتسأله عن الدافع لتحمله كل ذلك، فيخبرها بأنه حظه التعس، فعندما يحب بجد، تكون الحبيبة ممثلة، الفارق بينه وبينها كبير، ولكن نيللي التي تحمل قلبا مثل باقي البنات، يتحرك قلبها نحو وحيد، ورحبت بحبه، فعاش معها الحلم الجميل، قبل أن تستفيق وتشعر بتسرعها، وتخلص وحيد من كل الصور المتواجدة بحوائط حجرته، ووضع صورة كبيرة لنيللي كريم، ولكن هيام أفسدت كل شيء، بمقابلتها لنيللي، وأخبرتها بأنها خطيبة وحيد، وحذرتها من الإقتراب من خطيبها، وصدمت نيللي، وقررت قطع العلاقات مع وحيد، وقبول الفيلم المعروض على ها تصويره في الخارج، وإستعدت للسفر. قام فريد بإنقاذ إبنه، وصارح جارته وابنتها بسوء الفهم، وانه جاء لخطبة الأم وليس هيام، وتعاون الجميع على لم شمل نيللي على وحيد وتوضيح الصورة امام نيللي، والتي عدلت عن السفر وإرتبطت بوحيد فريد.

## طاقم التمثيل
- رامز جلال
- نيللي كريم
- حسن حسني
- رجاء الجداوي
- نشوى مصطفى
- غسان مطر
- إدوارد
- إنجي علي
- عمرو مهدي
- هاني رمزي
- رضا حامد
- أحمد الحلواني
- بدرية طلبة

## وصلات خارجية
- مقالات تستعمل روابط فنية بلا صلة مع ويكي بيانات
- قاعدة بيانات الأفلام العربية
- أحلام الفتى الطائش